# Azacá Trovão
Azacá Trovão (em francês: Azaka-Tonnerre), no vodu haitiano, é um loá do trovão.